# まじで、サヨナラべぃべぃ
「まじで、サヨナラべぃべぃ」は、2025年5月22日に配信限定でリリースされたVaundyの楽曲。本楽曲はApple iPhone 16 Proで撮影された是枝裕和監督作品『ラストシーン』の主題歌として書き下ろされた。

## 概要
前作「僕にはどうしてわかるんだろう」に続き、5か月連続でのリリースである。
2025年5月9日の11時過ぎに『ラストシーン』の主題歌を担当することが発表された。また、発表と同時にApple Musicにて先行配信された。

## チャート成績
本楽曲はBillboard JAPANにおいて、Streaming SongsやDownload Songsにはランクインしなかったが、Hot 100にはランクインした。これはリカレントルールの影響だと思われる。

## 収録内容
| #  | タイトル                     | 作詞・作曲・編曲 | 時間 |
| -- | ---------------------------- | ---------------- | ---- |
| 1. | 「まじで、サヨナラべぃべぃ」 | Vaundy           | 3:50 |